# Nipponomysis calcarata
Nipponomysis calcarata är en kräftdjursart som beskrevs av Takahashi och Murano 1986. Nipponomysis calcarata ingår i släktet Nipponomysis och familjen Mysidae. Inga underarter finns listade i Catalogue of Life.